# Voo Comair 3272
O Voo Comair 3272 foi um voo regular da Comair de Cincinnati a Detroit em 9 de janeiro de 1997, quinta-feira. Durante a aproximação para o pouso, a aeronave Embraer EMB 120 Brasilia caiu a 18 milhas (29 km) sudoeste do Aeroporto Metropolitano de Detroit Wayne County às 15:54 EST. Todos os 29 a bordo, 26 passageiros e três tripulantes, morreram.

## Passageiros e tripulação
Havia 26 passageiros a bordo do Embraer 120, com prefixo N265CA, que realizou o primeiro voo em 1991 e foi entregue a serviço em 6 de fevereiro de 1992. Havia dois membros da tripulação na cabine e um comissário de bordo na cabine. O capitão era Dann Carlsen, de 42 anos, com 5.329 horas de voo, incluindo 1.097 horas no EMB-120. O primeiro oficial foi Kenneth Reece, de 29 anos, com 2.582 horas de voo, sendo 1.494 delas no EMB-120.

## Acidente
O Voo 3272 decolou do Aeroporto Internacional de Cincinnati às 14h53. Menos de uma hora depois, os pilotos começaram a se aproximar do Aeroporto Metropolitano de Detroit Wayne County. O controlador de tráfego aéreo instruiu os pilotos a descerem para 4.000 pés (1.220 m) e virar à direita em um rumo de 180 graus. Cerca de 45 segundos depois, os pilotos foram instruídos a virar à esquerda em um rumo de 90 graus para interceptar o localizador. Durante a curva, o Capitão Carlsen fez a declaração "Sim, parece o seu indicador de baixa velocidade" e pediu ao Primeiro Oficial Reece para aumentar a potência dos motores. Quase imediatamente, a aeronave despencou abruptamente. Ele rolou violentamente 145 graus para a esquerda, para a direita e de volta para a esquerda novamente. Os pilotos perderam o controle e o Voo 3272 caiu em um campo rural no Município de Raisinville, no Condado de Monroe, matando todos os 29 ocupantes a bordo.

## Investigação
O Conselho Nacional de Segurança nos Transportes determinou que a causa provável foram padrões inadequados para operações de gelo durante o voo, especificamente a falha da Administração Federal de Aviação em estabelecer velocidades mínimas adequadas para as condições de gelo, levando a uma perda de controle quando o avião acumulou um gelo acúmulo áspero de gelo em suas superfícies de levantamento.
Um fator contribuinte foi a decisão da tripulação de operar em condições de gelo próximo à extremidade inferior do envelope de voo enquanto os flaps estavam retraídos. A Comair não havia estabelecido valores mínimos inequívocos de velocidade no ar para as configurações dos flaps e para o voo em condições de gelo. Eles também, contra a recomendação do fabricante do avião, não conseguiram ativar o sistema anti-gelo nas asas. Isso porque a recomendação do manual de voo da Comair estava em violação dos fabricantes devido a uma preocupação com a "ponte de gelo", uma preocupação mantida por aviões mais antigos que não era mais válida em aviões de geração mais recente como o Embraer 120.
Como o local da queda do avião é propriedade privada, um memorial foi construído no Roselawn Memorial Park em La Salle, Michigan, onde os restos mortais não identificados dos mortos no acidente estão enterrados. Duas décadas depois, ex-pilotos da Comair visitaram o local do acidente.

## Reconstituição
A investigação sobre o acidente foi foco no episódio "Deadly Myth", da série canadense Mayday Desastres Aéreos em 2017. No Brasil, o episódio é intitulado "Mito Mortal".